# UR Namur
Union Namur w skrócie UR Namur – belgijski klub piłkarski, grający w czwartej lidze belgijskiej, mający siedzibę w mieście Namur.

## Historia
Klub został założony w 1905 roku. W swojej historii klub spędził 14 sezonów w drugiej lidze belgijskiej i grał w niej w latach 1945–1950, 1960–1967 i 2007–2009. W trzeciej lidze spędził 52 sezony. W latach 1989–1996 klub nosił nazwę RFC Namur. W 2017 roku przyjął nazwę Union Royale Namur – Fosses-La-Ville po fuzji z Racingiem FC Fosses.

## Stadion
Domowe mecze klub rozgrywa na stadionie o nazwie Stade communal des Bas-Prés, położonym w mieście Namur. Stadion może pomieścić 3500 widzów.

## Sukcesy
- III liga:
  - mistrzostwo (3): 1944, 1952, 1960

## Reprezentanci kraju grający w klubie
Stan na listopad 2021
| - Logan Bailly - Claude Crote - Guy Dardenne - Gilbert Marnette - Joseph Nelis - Léon Semmeling - Albert Sulon - Landry Mulemo - Olivier Nzuzi - Kader Camara - Jean-Eudes Maurice - Andy Smith - Zoran Bojović - Džemaludin Mušović - Saïd Bakari | - Kiko Insa - Noureddine Moukrim - Jacob Ba - Boubou Ndiaye - Zakari Lambo - Uche Okafor - Alexander Søderlund - Luciano Ray Djim - Michel Kamanzi - Jessy Reindorf - Senam Langueh - Rubén Arocha - Gábor Bukrán - Tiassé Koné |